# SingStar R&B
SingStar R&B es un juego de karaoke del sistema PlayStation 2 publicado por Sony Computer Entertainment Europe y desarrollado por SCEE y London Studio. Esta será la 11.ª entrega en la saga SingStar y la última para PlayStation 2 que no sea un título regional.
SingStar R&B como el juego original, es distribuido tanto solo el juego (DVD), como el juego y un par de micrófonos acompañado - uno rojo y otro azul-. SingStar es compatible con la cámara EyeToy que sirve para visualizar a los jugadores en la pantalla mientras cantan.

## El Juego
SingStar R&B es un juego de karaoke popular en el que los jugadores cantan canciones para conseguir puntos. Los jugadores interactúan con la PS2 por los micrófonos USB, mientras una canción es mostrada, junto a su video musical, en pantalla. Las letras de la canción son visualizadas durante toda la partida en la parte inferior de la pantalla. SingStar Rock Ballads reta a los jugadores a cantar como en las canciones originales, pero con su propia voz. Se trata de cantar lo más parecido o igualmente, intentando afinar igual, para poder ganar puntos. Normalmente, son 2 los jugadores los que compiten a la vez, aunque el juego incluye otro tipo de modos para más jugadores.
Esta versión esta especialmente dedicada a los Rythm & Blues actuales y que marcaron historia. 
SingStar R&B', como todo el resto de juegos de SingStar, excepto la primera entrega, mide el tono de un jugador y no lo compara con la voz original, esto quiere decir, que se puede cantar en cualquier octava más alta o más baja y aun así se pueden conseguir puntos. Esto está preparado para aquellos jugadores que no son capaces de cantar en un registro tan alto o tan bajo como la grabación original. Además, SingStar R&B incluye nuevos filtros de voz que pueden ser usados en el modo Playback para distorsionar o realzar la voz grabada durante la canción.
En SingStar se puede jugar a 3 niveles distintos de dificultad -fácil, medio y difícil-. Cuanto más alto es el nivel del juego, menos podremos desafinar del tono original.
Esta versión de SingStar permite cambiar el disco de SingStar que hay dentro de la consola al principio (Al que nos referiremos como Disco Maestro), para cambiar las canciones sin la necesidad de reiniciar tu consola. Cuando hemos cambiado el disco, la interfaz de juego, la funcionalidad y la apariencia siguen permaneciendo del Disco Maestro. Esto es bastante útil con la primera versión de SingStar, que tiene varios fallos además de carecer de la capacidad de cantar en una octava menor o mayor del registro original; esto significa que hay que cantar idéntico al cantante original, con lo que es mucho más difícil. 

### Modos de Juego
- Cantar Solo - Modo para que un solo jugador cante
- Dueto - Dueto para 2 jugadores, en el que al final de la canción, sumarán sus puntuaciones.
- Batalla - Modo para 2 jugadores en el que competirán por la mejor canción. A veces también con algunas canciones en dueto, solo que sin sumar sus puntuaciones.
- Pasa el Micro - Modo multijugador especial para fiestas.

## SingStar R&BLista de canciones

### Lista Española
La siguiente lista corresponde con la lista de canciones de la versión inglesa. La lista de canciones de la versión española en esta versión, al igual que en SingStar '80s, SingStar Legends, SingStar '90s y SingStar Rock Ballads no fue alterada de su versión original:
| Artista                             | Canción                                    | Observaciones         |
| ----------------------------------- | ------------------------------------------ | --------------------- |
| SingStar R&B: Lista Española        |                                            |                       |
| Amerie                              | "1 Thing"                                  |                       |
| Amy Winehouse                       | "Back To Black "                           |                       |
| Anastacia                           | "I’m Outta Of Love "                       |                       |
| Beverley Knight                     | "Come As You Are"                          |                       |
| Black Eyed Peas                     | "Pump It"                                  | [RAP]                 |
| Chris Brown                         | "Yo (Excuse Me Miss)"                      | [RAP]                 |
| Christina Milian                    | "AM 2 PM"                                  |                       |
| Corinne Bailey Rae                  | "I’d Like Too "                            |                       |
| Destiny's Child                     | "Bootylicious "                            |                       |
| Diana Ross & The Supremes           | "Baby Love"                                |                       |
| DJ Jazzy Jeff & The Fresh Prince    | "Summertime"                               | [RAP]                 |
| Edwin Starr                         | "WAR, What Is It Good For"                 |                       |
| En Vogue                            | "My Lovin’ (You’re Never Gonna Get It) "   |                       |
| Four Tops                           | "Can’t Help Myself"                        |                       |
| Gwen Stefani                        | "Hollaback Girl"                           | [RAP]                 |
| Inner City                          | "Good Life"                                |                       |
| Jamelia                             | "Thank You"                                |                       |
| Jamiroquai                          | "All Right "                               |                       |
| Luther Vandross                     | "Never To Much"                            |                       |
| Mark Ronson ft. Daniel Merriweather | "Stop Me"                                  |                       |
| Martha Reeves & The Vandellas       | "Dancing In The Street"                    |                       |
| Marvin Gaye & Tammi Terrell         | "Ain’t Not Mountain High Enough"           | Dueto: Marvin / Tammi |
| Outkast                             | "Idlewild Blue (Don’t Chu Worry ‘Bout Me)" |                       |
| The Pussycat Dolls                  | "Buttons"                                  | [RAP]                 |
| Rihanna                             | "We Ride "                                 |                       |
| Salt-N-Pepa                         | "Push It"                                  | [RAP]                 |
| Sugababes                           | "Ugly "                                    |                       |
| The 411                             | "Dumb"                                     |                       |
| Whitney Houston                     | "Your Love Is My Love"                     |                       |
| Womack & Womack                     | "Teardrops"                                |                       |

[RAP]: La canción incluye Rapímetro parcial o totalmente en la canción.
Dueto: Cantante 1 / Cantante 2: La canción es un dueto predefinido no cooperativo. Cada jugador será uno de los cantantes que participa en ella. Puedes elegir y cambiar que micro será cada cantante.

### Lista Polaca
| Lista Polaca           | Lista Polaca                 | Lista Polaca                                                  | Lista Polaca |
| Artista                | Canción                      | Canción Sustituida                                            |              |
| ---------------------- | ---------------------------- | ------------------------------------------------------------- | ------------ |
| SingStar R&B           |                              |                                                               |              |
| Andrzej Piaseczny      | "...I jeszcze"               | Beverley Knight - "Come As You Are"                           |              |
| Ania                   | "Tego chciałam"              | Christina Milian - "AM to PM"                                 |              |
| Ania Szarmach          | "Silna"                      | Corinne Bailey Rae - "I'd Like To"                            |              |
| Brodka                 | "Miałeś być"                 | Diana Ross & The Supremes - "Baby Love"                       |              |
| Justyna Steczkowska    | "Za karę"                    | Edwin Starr - "War"                                           |              |
| Kasia Cerekwicka       | "Ostatnia szansa"            | En Vogue - "My Lovin' (You're Never Gonna Get It)"            |              |
| Kasia Kowalska         | "Prowadź mnie"               | The Four Tops - "I Can't Help Myself"                         |              |
| Kayah                  | "Supermenka"                 | Inner City - "Good Life"                                      |              |
| Natalia Kukulska       | "Im więcej Ciebie tym mniej" | Jamelia - "Thank You"                                         |              |
| Nowator                | "Przez chwilę"               | Mark Ronson ft. Daniel Merriweather - "Stop Me"               |              |
| Sistars                | "Skąd ja Cię mam"            | Martha Reeves & The Vandellas - "Dancing in the Street"       |              |
| Stachursky             | "Z każdym twym oddechem"     | Marvin Gaye & Tammi Terrell - "Ain't No Mountain High Enough" |              |
| Tatiana & Blue Café    | "You May Be In love"         | Sugababes - "Ugly"                                            |              |
| Teka ft. Fame District | "Chodź do mnie"              | The 411 - "Dumb"                                              |              |
| Virgin                 | "Szansa"                     | Womack & Womack - "Teardrops"                                 |              |